# 烏来観光トロッコ
烏来観光トロッコ（ウライかんこうトロッコ）、烏来台車（ウライだいしゃ）は、中華民国（台湾）の新北市烏来区にある観光用軽便鉄道である。7月から8月は午前9時から午後6時まで、それ以外の月は午後5時まで運行されている。2015年に発生した蘇迪勒台風（平成27年台風第13号）により壊滅的な被害を受け、一時的に運休していたが、2017年8月26日に運行を再開した。

## 路線と駅
始点の烏来と終点の滝の2駅間、約1.5キロメートルを約18〜23キロメートル毎時で走行する。所要時間は5分から10分。
始点の烏来駅では、烏来観光トロッコの歴史資料が展示されており、終点の滝駅周辺は、烏来瀑布の展望台、温泉、おみやげ店、台湾先住民族の踊りが見られるホール、烏来ロープウェイの駅などがある観光地となっている。
| 駅名 | 中国語 | カナ転写 | 営業キロ | 所在地       |
| ---- | ------ | -------- | -------- | ------------ |
| 烏来 | 烏來   | ウーライ | 0.1      | 新北市烏来区 |
| 滝   | 瀑布   | プーブー | 1.5      | 新北市烏来区 |

## 歴史
日本統治時代の1928年、三井合名株式会社によって敷設され、木材の運搬を主とする人車軌道として運営される。木材運搬の他、観光客の送迎も兼ねていた。その後、1963年に観光用トロッコに転換され、翌年には複線化がなされる。

## 画像

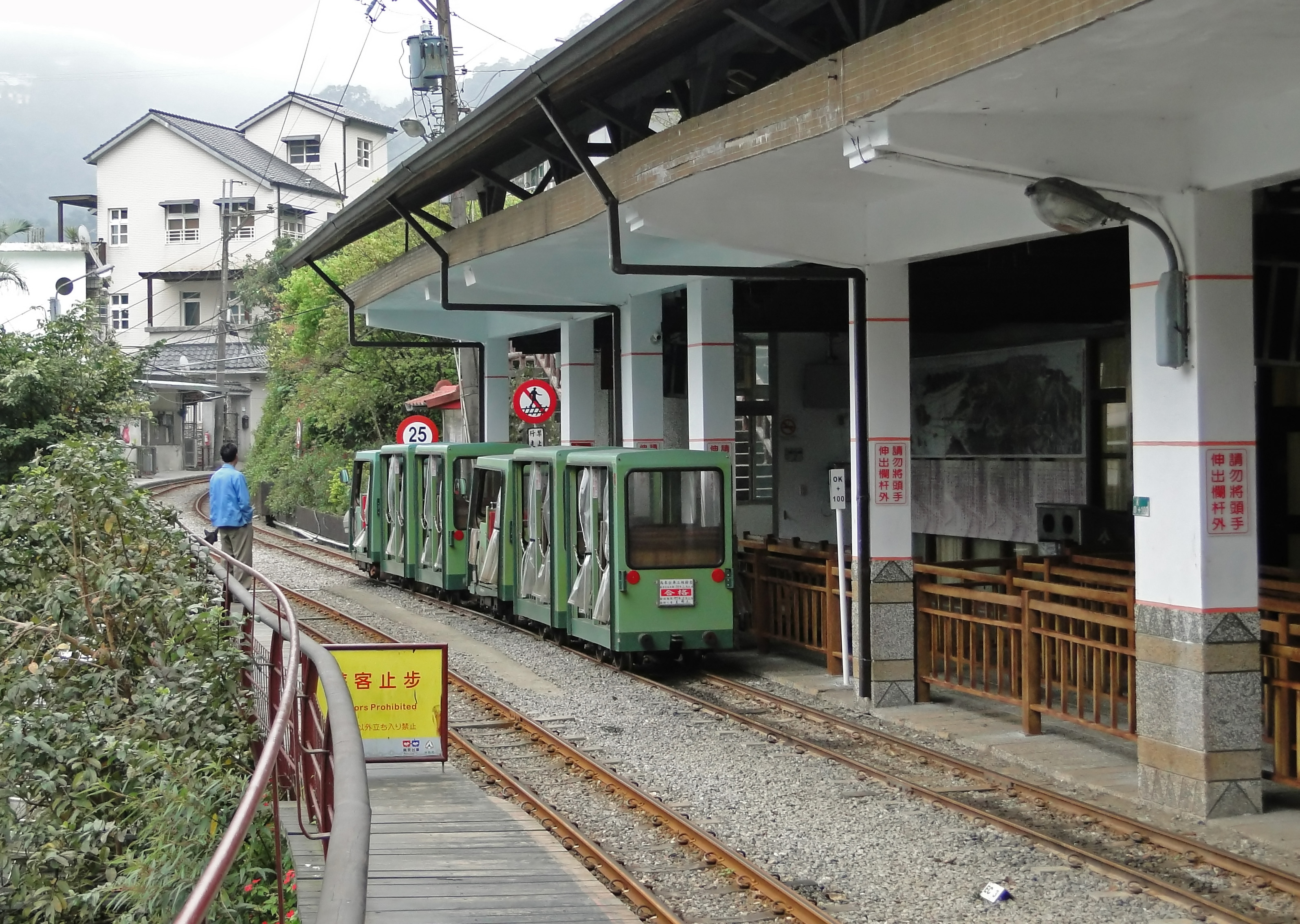
烏来駅ホーム
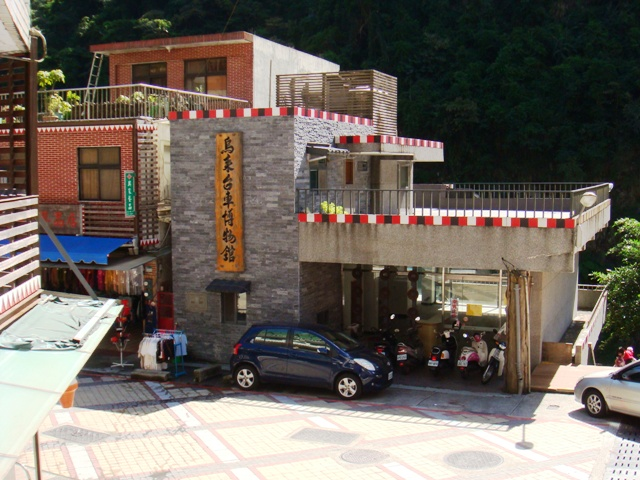
烏来台車博物館（今 烏來林業生活館と滝駅の切符売り場）
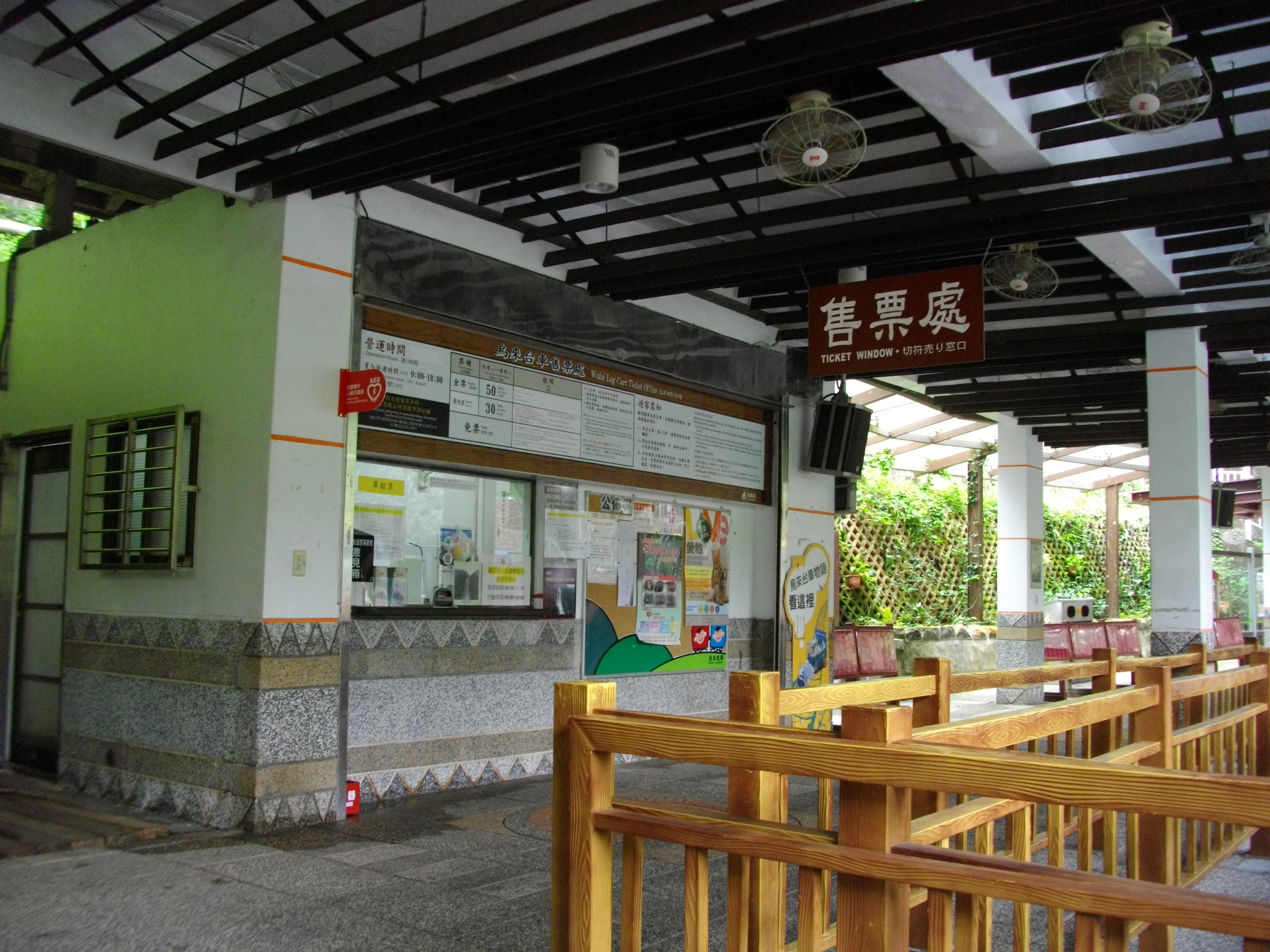
烏来台車改札口
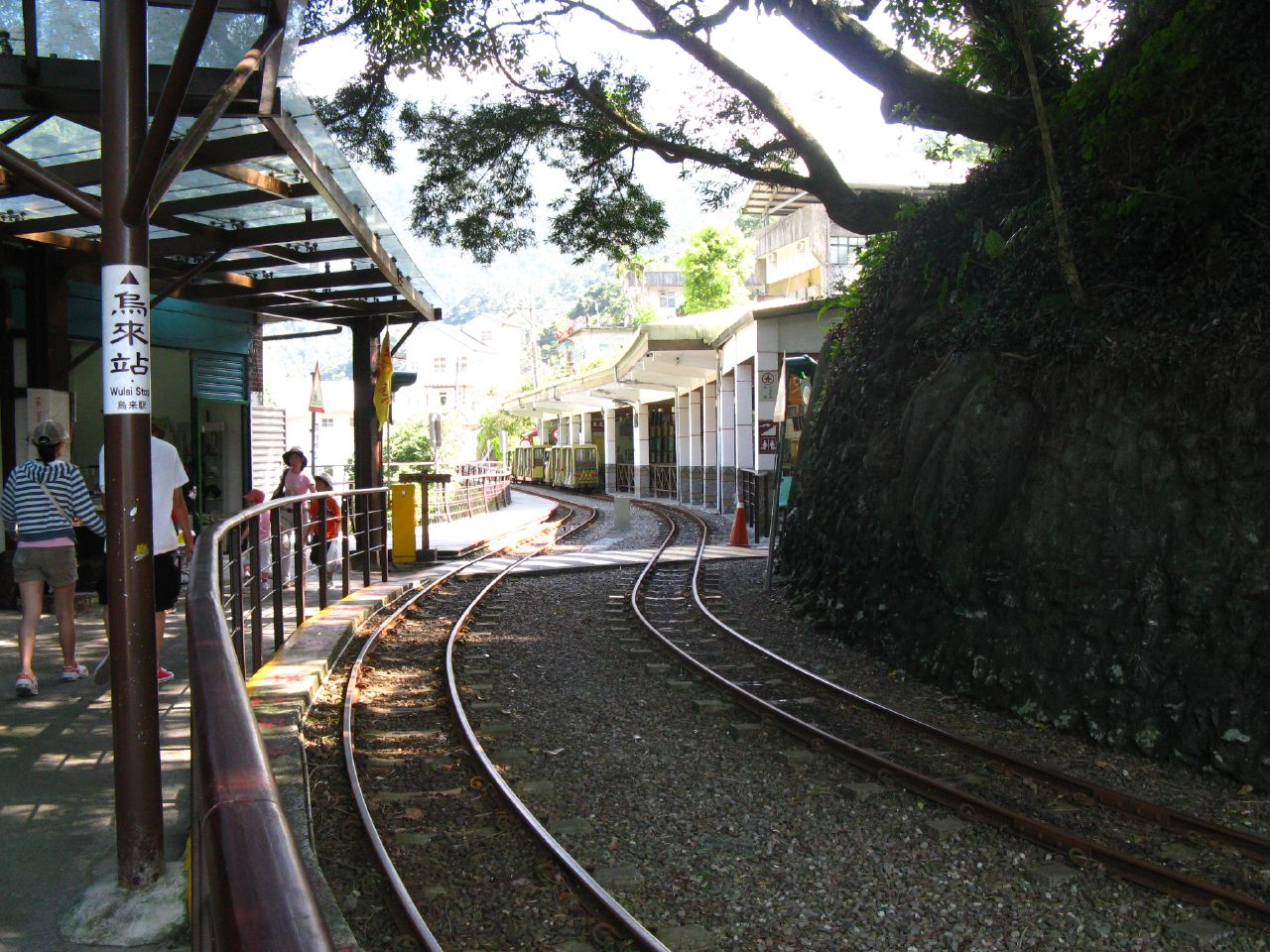
烏来台車烏来駅
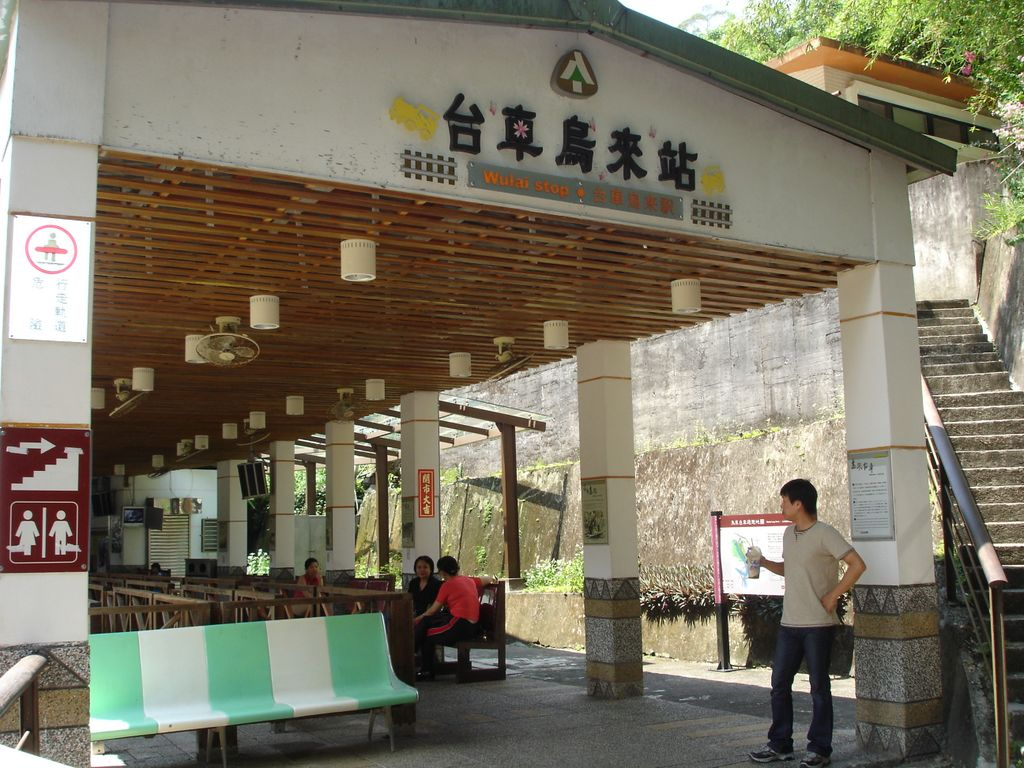
烏来駅
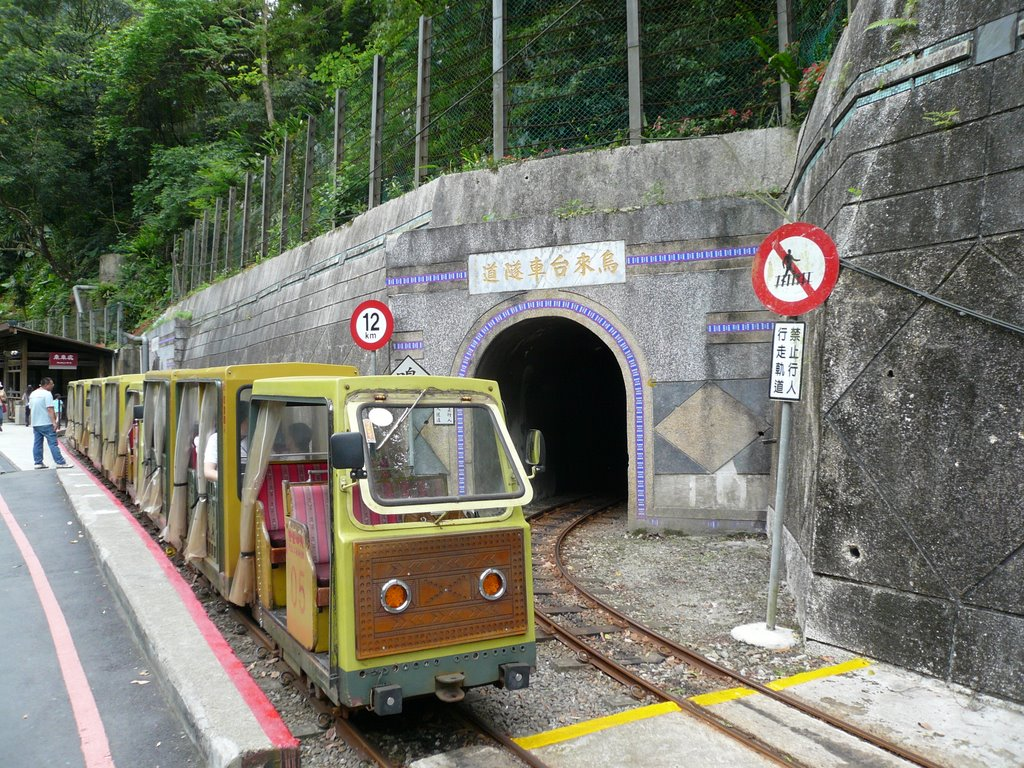
烏来台車隧道
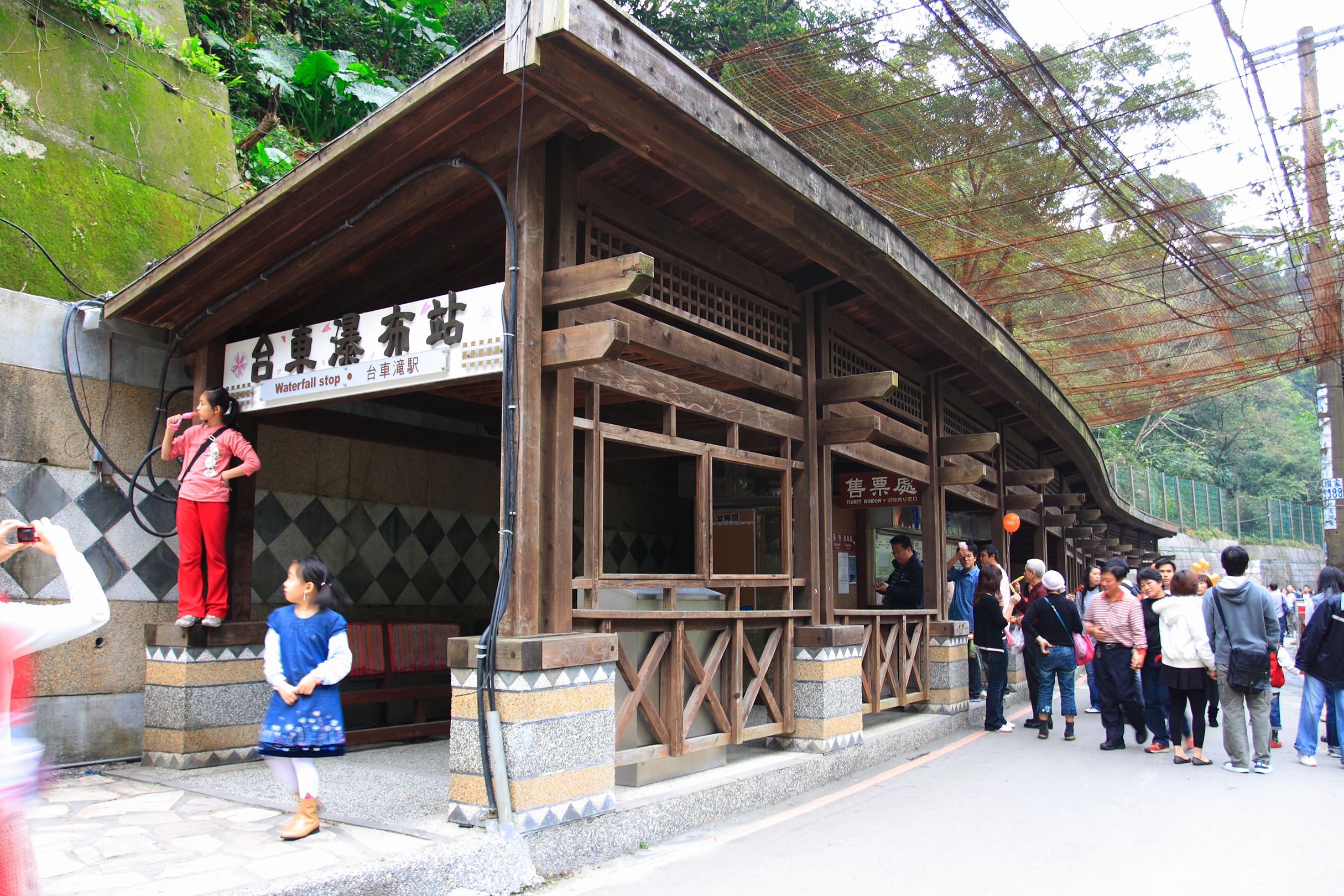
滝駅
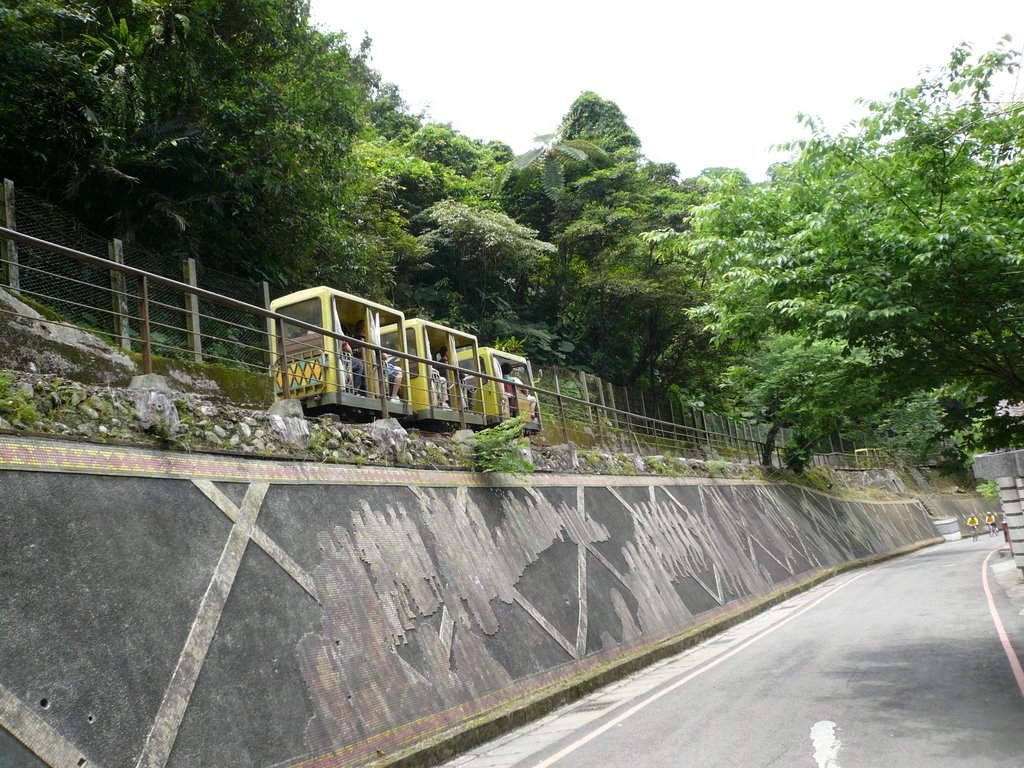
移動中の烏来台車
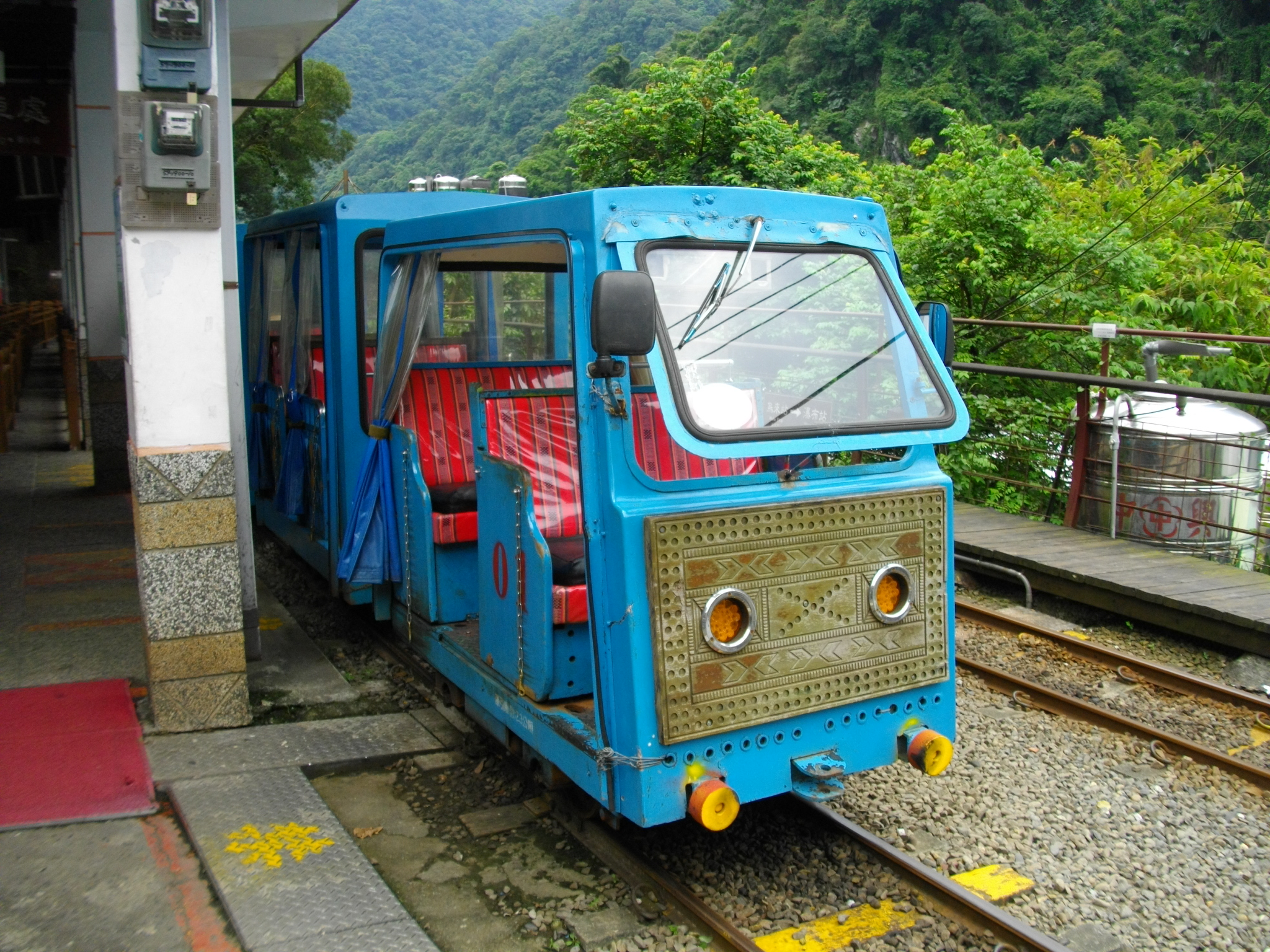
烏来台車の車両
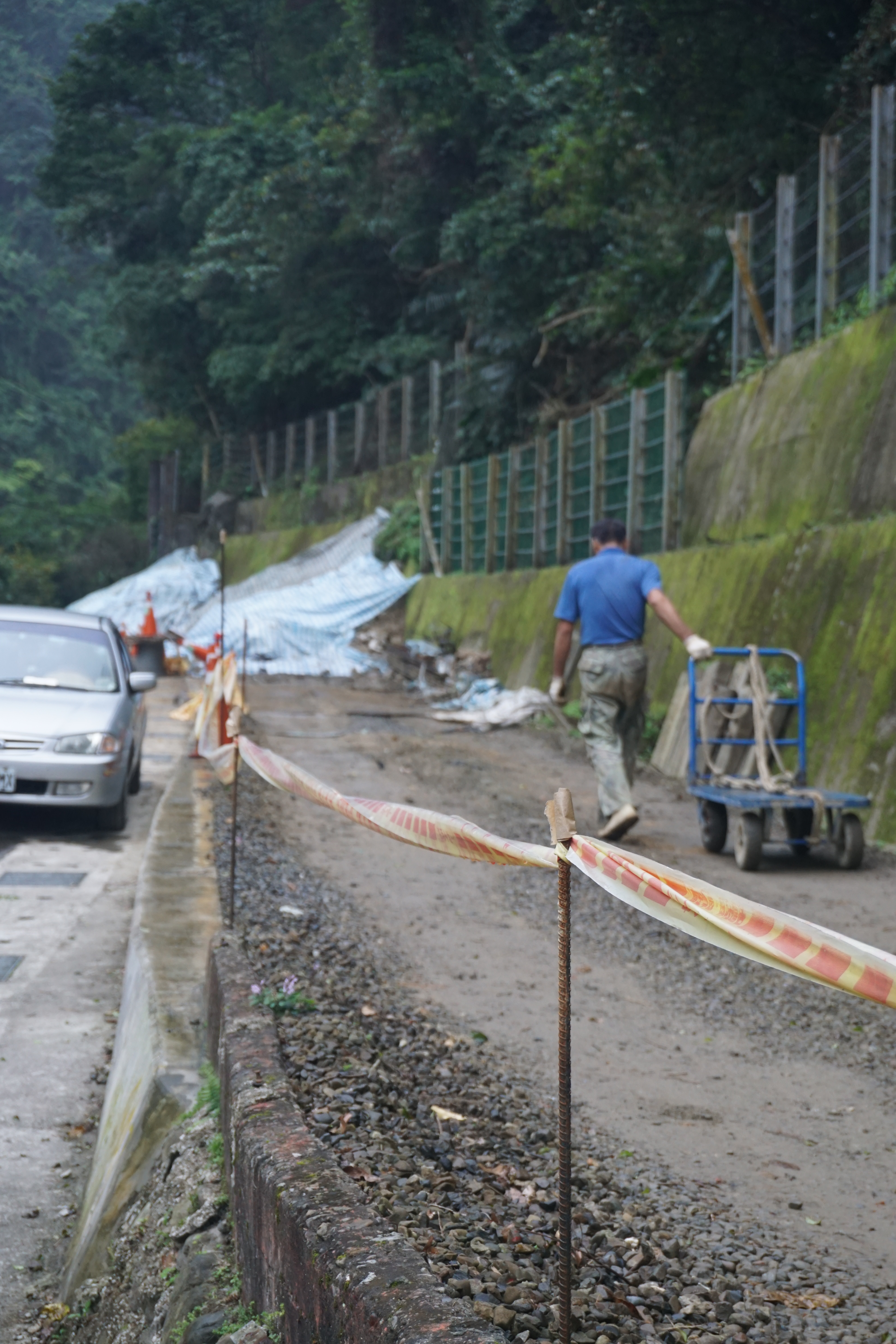
台風によって破壊され、修復中の烏来台車
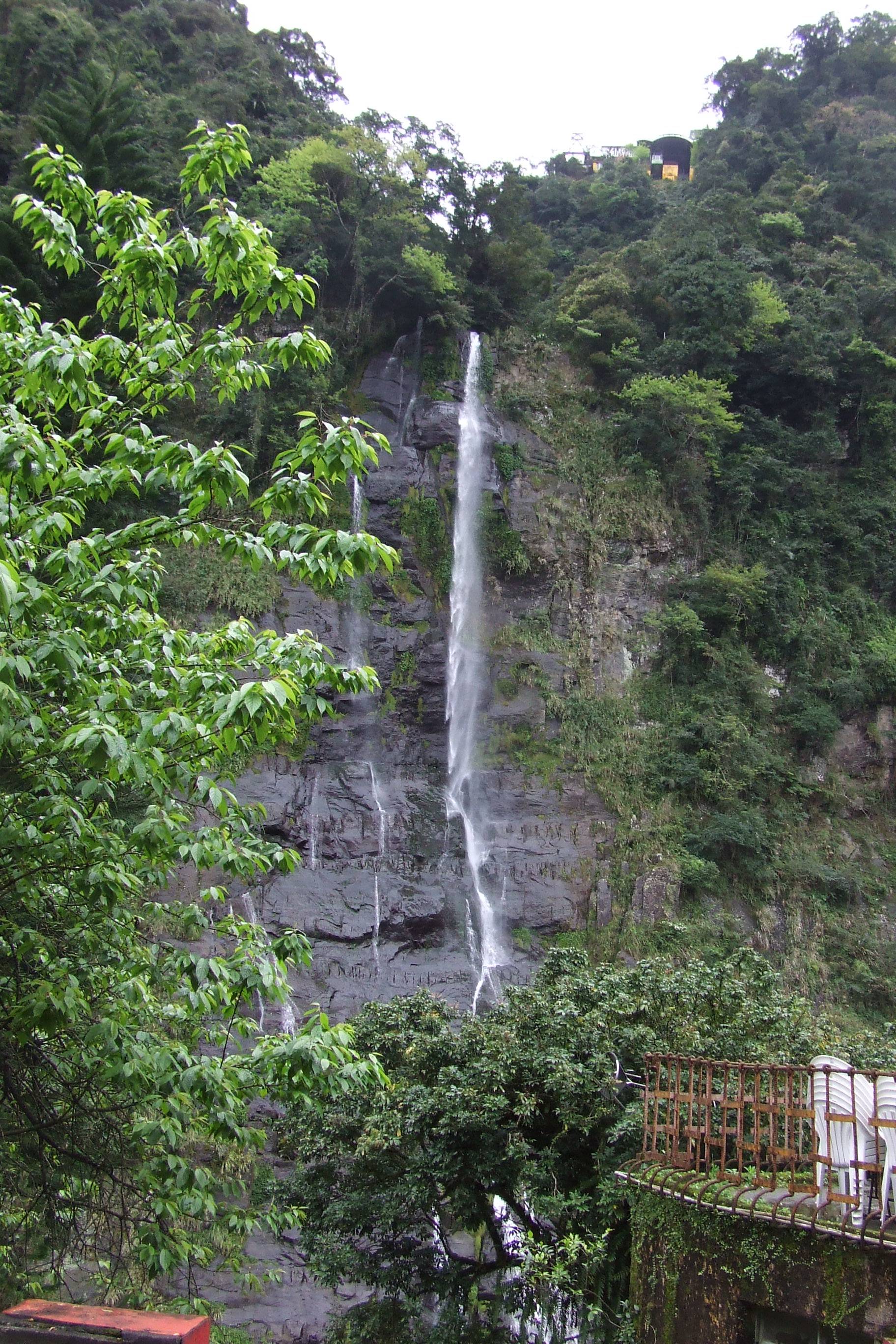
終点の滝駅にある烏来の滝